# Liostola nitida
Liostola nitida là một loài bọ cánh cứng trong họ Cerambycidae.